# 국도 제37호선
국도 제37호선 (거창 ~ 파주선, 國道第三十七號 咸陽.坡州線)은 경상남도 거창군 거창읍 절부사거리에서  경기도 파주시 문산읍 당동 나들목을 잇는 대한민국의 일반 국도이다.

## 역사
- 1981년 3월 14일 : 국도 제37호선 거창 ~ 문산선 신설[1]
- 1981년 4월 6일 : 국도로 승격된 이천군 장호원읍 도계 ~ 파주군 문산읍 당동리 186.2 km 구간 개통[2]
- 1981년 4월 16일 : 국도로 승격된 충청남도 금산군 부리면 현내리 ~ 충청북도 음성군 감곡면 왕장리 152.159 km 구간 개통[3]
- 1981년 5월 8일 : 국도로 승격된 상주군 화북면 운흥리 ~ 중벌리 4.7 km 구간 개통[4]
- 1981년 5월 12일 : 국도로 승격된 거창군 거창읍 김천동 ~ 북상면 소정리 27.073 km 구간 개통[5]
- 1981년 5월 30일 : 대통령령 제10247호 일반국도노선지정령 개정에 따라 신설된 405 km 구간으로 도로구역 결정[6]
- 1986년 9월 29일 : 기존 지정 구간인 금왕읍 시가지(음성군 금왕읍 금석리 ~ 무극리) 1.5 km 구간 폐지[7]
- 1987년 7월 21일 : 음성군 금왕읍 금석리 ~ 무극리 1.34 km 구간 개통[8]
- 1990년 2월 17일 : 기존 지정 구간인 이천군 장호원읍 풍계리 300m 구간 폐지[9]
- 1991년 3월 9일 : 기존 지정 구간인 파주군 적성면 율포리 구간 폐지[10]
- 1992년 11월 16일 : 옥천군 군북면 소정리 100m 구간 개통, 기존 150m 구간 폐지[11]
- 1994년 10월 4일 : 옥천군 군서면 상지리 510m 구간 개통, 기존 920m 구간 폐지[12]
- 1995년 2월 21일 : 양평군 양평읍 양근리 ~ 가평군 설악면 신천리 총 11.177 km 구간 개통[13]
- 1996년 1월 8일 : 신청평대교를 포함한 가평군 설악면 희곡리 ~ 외서면 청평리 2.7 km 구간 개통[14]
- 1996년 7월 1일 : 종점을 '경기도 파주군 문산읍'에서 '경기도 파주시 문산읍'으로 변경함.[15]
- 1997년 6월 13일 : 여주군 대신면 가산리 ~ 보통리 4.9 km 구간을 자동차 전용도로로 지정[16]
- 1997년 7월 4일 : 여주IC ~ 여주간 도로(여주군 여주읍 점봉리 ~ 북내면 천송리) 6.52 km 구간 확장 개통, 기존 여주군 여주읍 상리 ~ 북내면 천송리 500m 구간 폐지[17]
- 1998년 1월 5일 : 양평군 양평읍 회현리 ~ 개군면 불곡리 1.8 km 구간 개통 및 기존 1.2 km 구간 폐지[18]
- 1998년 3월 25일 : 가평군 설악면 선촌리 980m 위험도로 개량 구간 개통[19]
- 1998년 4월 27일 : 음성군 원남면 하노리 ~ 하당리 940m 구간 개통, 기존 1.1 km 구간 폐지[20]
- 1998년 5월 1일 : 이천 ~ 여주간 도로 개통으로 기존 여주군 여주읍 홍문리 ~ 상리 1.4 km 구간 폐지[21]
- 1998년 6월 1일 : 금산군 금산읍 중도리 ~ 추부면 추정리 10.57 km 구간 확장 개통, 기존 11.73 km 구간 폐지[22]
- 1998년 7월 3일 : 괴산군 소수면 아성리 880m 구간 개통, 기존 1.1 km 구간 폐지[23]
- 1998년 12월 31일 : 청평대교(가평군 외서면 청평리) 745m 구간 및 조종교(가평군 외서면 청평리) 620m 구간 가설 개통[24]
- 1999년 1월 : 파주시 파평면 금파리 800m 구간 폐지[25]
- 1999년 5월 29일 : 대신우회도로(여주군 대신면 보통리 ~ 가산리) 4.9 km 구간 개통[26]
- 1999년 10월 15일 : 백의교(연천군 청산면 백의리 ~ 포천군 창수면 주원리) 3.34 km 구간 개통, 기존 구간 폐지[27]
- 1999년 11월 15일 : 양평 ~ 용문간 도로(양평군 양평읍 양근리 ~ 덕평리) 1.02 km 구간 확장 개통, 기존 구간 폐지[28]
- 2000년 5월 8일 : 가평군 상면 연하리 400m 구간 개통[29]
- 2000년 12월 4일 : 보은군 수한면 소계리 1.13 km 구간 개통, 기존 1.23 km 구간 폐지[30]
- 2000년 12월 21일 : 문산 ~ 선유간 도로(파주시 문산읍 당동리 ~ 파평면 율곡리) 6.1 km 구간 확장 개통, 기존 4.7 km 구간 폐지[31]
- 2001년 12월 26일 : 보은군 수한면 묘서리 420m 구간 개통, 기존 440m 구간 폐지[32]
- 2001년 12월 27일 : 괴산군 소수면 아성리 ~ 괴산읍 대덕리 5.3 km 구간 확장 개통, 기존 5.1 km 구간 폐지[33]
- 2002년 1월 8일 : 여주군 능서면 왕대리 ~ 대신면 가산리 6.4 km 구간을 자동차 전용도로로 지정[34]
- 2002년 4월 26일 : 율길리 위험도로(가평군 상면 율길리) 140m 구간 개량 개통, 기존 150m 구간 폐지[35]
- 2002년 10월 1일 : 연천군 전곡읍 은대리 ~ 연천군 청산면 장탄리 2.2 km 구간 확장 개통[36]
- 2003년 1월 9일 : 거창지구 농촌용수개발사업으로 거창군 고제면 농산리 ~ 개명리 3.58 km 구간 이설 개통, 기존 1.15 km 구간 폐지[37]
- 2003년 12월 30일 : 신팔 ~ 일동간 도로 (포천시 내촌면 신팔리 ~ 일동면 기산리) 12 km 구간 확장 개통[38]
- 2004년 10월 1일 : 옥천군 안내면 동대리 ~ 보은군 수한면 거현리 4.02 km 구간 확장 개통[39]
- 2005년 5월 10일 : 괴산군 소수면 입암리 ~ 수리 3.24 km 구간 확장 개통[40]
- 2006년 9월 14일 : 추부 ~ 대전간 도로(금산군 추부면 마전리 ~ 요광리) 3.5 km 구간과 2006 금산세계인삼엑스포지원도로(금산군 금산읍 중도리 ~ 신대리) 1.42 km 구간 임시 개통[41]
- 2006년 9월 30일 : 일동 ~ 영중간 도로(포천시 일동면 기산리 ~ 영중면 금주리) 7.11 km 구간 확장 개통[42], 기존 10.9 km 구간 폐지[43]
- 2006년 12월 26일 : 추부 ~ 대전간 도로(금산군 추부면 마전리 ~ 요광리) 3.5 km 구간과 2006 금산세계인삼엑스포지원도로(금산군 금산읍 중도리 ~ 신대리) 1.42 km 구간 확장 개통, 기존 금산군 추부면 마전리 ~ 요광리 3.7 km 구간과 금산군 금산읍 중도리 ~ 신대리 500m 구간 폐지[44]
- 2006년 12월 27일 : 음성 ~ 생극간 도로(음성군 원남면 하노리 ~ 생극면 신양리) 17.12 km 구간 확장 개통[45]
- 2007년 1월 31일 : 파주적성우회도로 및 두포 ~ 천천간 도로(파주시 파평면 두포리 ~ 적성면 객현리) 15.12 km 구간 확장 개통, 기존 14.5 km 구간 폐지[46]
- 2007년 7월 13일 : 여주우회도로(여주군 여주읍 홍문리 ~ 대신면 가산리) 9.816 km 구간 확장 개통[47]
- 2007년 12월 16일 : 여주우회도로 개통으로 기존 여주군 여주읍 홍문리 ~ 대신면 가산리 9.866 km 구간 폐지[48]
- 2007년 12월 31일 : 옥천 ~ 소정간 도로(옥천군 군서면 월전리 ~ 군북면 소정리) 10.99 km 구간 확장 개통[49]
- 2008년 11월 17일 : 보은군 보은읍 누청리 ~ 속리산면 중판리 6.94 km 구간 확장 개통, 기존 12.11 km 구간 폐지[50]
- 2010년 9월 15일 : 은행 ~ 옥천간 도로(옥천군 군서면 사정리 ~ 월전리) 6.072 km 구간 확장 개통[51]
- 2010년 11월 23일 : 마리 ~ 송정간 도로(거창군 마리면 말흘리 ~ 거창읍 송정리) 3.8 km 구간 확장 개통[52], 기존 5.2 km 구간 폐지[53]
- 2011년 3월 7일 : 조기 개통한 가평군 상면 항사리 ~ 연하리 1.5 km 구간과 청평 ~ 현리 ~ 신팔간 도로(가평군 상면 연하리 ~ 포천시 내촌면 신팔리) 9.2 km 구간 확장 개통[54]
- 2011년 10월 20일 : 청평 ~ 현리 ~ 신팔간 도로 개통에 의해 기존 가평군 상면 항사리 ~ 포천시 내촌면 신팔리 12.8 km 구간 폐지[55]
- 2011년 12월 29일 : 청평 ~ 현리간 도로(가평군 청평면 하천리 ~ 상면 항사리) 8.4 km 구간 확장 개통, 기존 9.8 km 구간 폐지[56]
- 2013년 10월 16일 : 충청남도 금산군 추부면 요광리 ~ 충청북도 옥천군 군서면 사정리 5.5 km 구간 확장 개통, 기존 5.0 km 구간 폐지[57]
- 2013년 10월 31일 : 고제 ~ 무풍간 도로(경상남도 거창군 고제면 개명리 ~ 전라북도 무주군 무풍면 삼거리) 5.4 km 구간 확장 개통, 기존 4.6 km 구간 폐지(신풍령 구간)[58]
- 2015년 12월 9일 : 여주IC ~ 장호원간 도로(여주시 점동면 덕평리 ~ 점봉동) 8.32 km 구간 확장 개통, 기존 8.34 km 구간 폐지[59]
- 2015년 12월 30일 : 여주 ~ 양평간 도로(양평군 개군면 불곡리 ~ 양평읍 백안리) 5.2 km 구간 확장 개통[60]
- 2016년 1월 27일 : 적성 ~ 전곡간 도로 2공구(연천군 군남면 남계리 ~ 미산면 동이리) 1.8 km 구간 확장 개통[61]
- 2016년 1월 28일 : 여주 ~ 양평간 도로 개통으로 인해 구 국도(양평군 양평읍 회현리 ~ 양근리) 5.8 km 구간 폐지[62]
- 2016년 11월 15일 : 적성 ~ 전곡간 도로(연천군 군남면 황지리 ~ 남계리 및 연천군 미산면 동이리 ~ 파주시 적성면 어유지리) 총 4.04 km 구간 임시 개통[63]
- 2018년 4월 20일 : 적성 ~ 전곡간 도로 1공구(연천군 군남면 황지리 ~ 전곡읍 은대리) 3.26 km 구간 확장 개통[64]
- 2018년 11월 13일 : 적성 ~ 전곡간 도로(파주시 적성면 구읍리 ~ 어유지리) 5.67 km 구간 확장 개통, 기존 파주시 적성면 구읍리 ~ 장현리 4.8 km 구간 폐지[65]
- 2018년 12월 4일 : 적성 ~ 전곡간 도로(연천군 청산면 장탄리 ~ 전곡읍 은대리) 2.48 km 구간 확장 개통, 기존 연천군 청산면 장탄리 ~ 파주시 적성면 장현리 13.4 km 구간 폐지[66]
- 2018년 12월 20일 : 옥천 ~ 보은간 도로(옥천군 군북면 소정리 ~ 보은군 보은읍 금굴리) 16.7 km 구간 확장 개통, 기존 옥천군 안내면 장계리 ~ 인포리 1.3 km 구간과 옥천군 안내면 정방리 ~ 보은군 수한면 발산리 12.9 km 구간 폐지[67]
- 2019년 12월 16일 : 전곡 ~ 영중간 도로(포천시 영중면 양문리 ~ 창수면 주원리) 10.4 km 구간 확장 개통[68]
- 2020년 6월 30일 : 전곡 ~ 영중간 도로(연천군 청산면 백의리 ~ 장탄리) 3.5 km 구간 확장 개통[69]
- 2020년 12월 2일 : 전곡 ~ 영중간 도로 개통으로 인해 기존 포천시 영중면 성동리 ~ 창수면 주원리 7.5 km 구간과 연천군 청산면 백의리 ~ 장탄리 2.6 km 구간 폐지[70]
- 2021년 8월 31일 : 괴산 ~ 음성간 도로(괴산군 소수면 아성리 ~ 음성군 원남면 하노리) 9.7 km 구간 확장 개통, 기존 괴산군 소수면 아성리 ~ 음성군 원남면 하당리 6.3 km 구간 폐지[71]

## 주요 경유지
경상남도
- 거창군 (거창읍 · 마리면 · 위천면 · 주상면 · 고제면)

전북특별자치도
- 무주군 (무풍면 · 설천면 · 무주읍 · 부남면)

충청남도
- 금산군 (부리면 · 남일면 · 금산읍 · 군북면 · 금성면 · 군북면 · 금성면 · 추부면)

충청북도
- 옥천군 (군서면 · 옥천읍 · 군북면 · 안내면) - 보은군 (수한면 · 보은읍 · 속리산면 · 산외면)

경상북도
- 상주시 화북면

충청북도
- 괴산군 (청천면 · 청안면 · 문광면 · 괴산읍 · 소수면) - 음성군 (원남면 · 음성읍 · 금왕읍 · 생극면 · 감곡면)

경기도
- 이천시 장호원읍 - 여주시 (점동면 · 삼교동 · 점봉동 · 교동 · 홍문동 · 교동 · 월송동 · 능서면 · 하동 · 현암동 · 대신면) - 양평군 (개군면 · 양평읍 · 옥천면) - 가평군 (설악면 · 청평면 · 상면 · 조종면 · 상면) - 포천시 내촌면 - 가평군 상면 - 포천시 (화현면 · 일동면 · 신북면 · 영중면 · 창수면) - 연천군 (청산면 · 전곡읍) - 파주시 (적성면 · 파평면 · 문산읍)

국도 제37호선
- 가평군 청평면 (이하 동일)
- 가평군 설악면 경계
- 설악 나들목 교차로
- 문경 괴산 방면
- 국도 제37호선/지방도 제1001호선 신기교차로, 거창군 고제면 개명리
- 신풍령(빼재) 구간
- 거창군 주상면 완대리 구간 오르막차로 (이하 동일)
- 거창군 마리면 월계리

## 노선
- (■): 자동차 전용도로 구간

### 경상남도
| 이름                      | 접속 노선                                           | 소재지        | 소재지        | 비고                     |
| 거안로와 직결             | 거안로와 직결                                       | 거안로와 직결 | 거안로와 직결 | 거안로와 직결            |
| ------------------------- | --------------------------------------------------- | ------------- | ------------- | ------------------------ |
| 지동 교차로               | 국도 제3호선 국도 제24호선 국도 제26호선 (거함대로) | 거창군        | 마리면        |                          |
| 마리삼거리                | 거안로                                              | 거창군        | 마리면        |                          |
| 마리면사무소 마리초등학교 |                                                     | 거창군        | 마리면        |                          |
| 장풍삼거리                | 국가지원지방도 제37호선 (송계로)                    | 거창군        | 마리면        |                          |
| 장풍교                    |                                                     | 거창군        | 마리면        |                          |
| 당산삼거리                | 모동길                                              | 거창군        | 위천면        |                          |
| 모동보건진료소            |                                                     | 거창군        | 위천면        |                          |
| 완대삼거리                | 지방도 제1089호선 (주곡로)                          | 거창군        | 주상면        | 지방도 제1089호선과 중복 |
| 금계교 동단               | 지방도 제1089호선 (고제로)                          | 거창군        | 고제면        | 지방도 제1089호선과 중복 |
| 개명보건진료소            |                                                     | 거창군        | 고제면        |                          |
| 신기 교차로               | 지방도 제1001호선 (송계로)                          | 거창군        | 고제면        |                          |
| 빼재터널                  |                                                     | 거창군        | 고제면        | 연장 1765m               |

### 전북특별자치도
| 이름                                                  | 접속 노선                                                   | 소재지 | 소재지 | 비고                                                |
| ----------------------------------------------------- | ----------------------------------------------------------- | ------ | ------ | --------------------------------------------------- |
| 빼재터널                                              |                                                             | 무주군 | 무풍면 | 연장 1765m                                          |
| 토비스콘도                                            |                                                             | 무주군 | 무풍면 |                                                     |
| 상오정삼거리                                          | 오두재로                                                    | 무주군 | 무풍면 |                                                     |
| 삼공삼거리                                            | 구천동1로                                                   | 무주군 | 설천면 |                                                     |
| 구천초등학교                                          |                                                             | 무주군 | 설천면 |                                                     |
| 리조트삼거리                                          | 만선로                                                      | 무주군 | 설천면 |                                                     |
| 배방 교차로                                           | 국가지원지방도 제49호선 (치마재로) (치마재1로)              | 무주군 | 설천면 | 국가지원지방도 제49호선과 중복                      |
| 라제통문삼거리                                        | 국도 제30호선 (라제통문로)                                  | 무주군 | 설천면 | 국도 제30호선과 중복 국가지원지방도 제49호선과 중복 |
| 설천면사무소 설천초등학교 설천공용터미널 무주반디랜드 |                                                             | 무주군 | 설천면 | 국도 제30호선과 중복 국가지원지방도 제49호선과 중복 |
| 무항삼거리                                            | 국가지원지방도 제49호선 지방도 제581호선 (민주지산로)       | 무주군 | 설천면 | 국도 제30호선과 중복 국가지원지방도 제49호선과 중복 |
| (이름 없음)                                           | 상장백길                                                    | 무주군 | 무주읍 | 국도 제30호선과 중복                                |
| 장백교                                                |                                                             | 무주군 | 무주읍 | 국도 제30호선과 중복                                |
| 무주2 교차로                                          | 국도 제19호선 (무주로) 무설로                               | 무주군 | 무주읍 | 국도 제19, 30호선과 중복                            |
| 칠리1교 칠리2교                                       |                                                             | 무주군 | 무주읍 | 국도 제19, 30호선과 중복                            |
| 무주1 교차로                                          | 국도 제19호선 (무주로) 지방도 제727호선 (괴목로) (한풍루로) | 무주군 | 무주읍 | 국도 제19, 30호선과 중복                            |
| 당산 교차로                                           | 한풍루로                                                    | 무주군 | 무주읍 | 국도 제19, 30호선과 중복                            |
| 싸리재터널                                            |                                                             | 무주군 | 무주읍 | 국도 제19, 30호선과 중복 연장 385m                  |
| 가옥 교차로                                           | 국도 제19호선 국도 제30호선 (무주로)                        | 무주군 | 무주읍 | 국도 제19, 30호선과 중복                            |
| 가옥교 무주용포공예원 (구 무주용포초등학교)           |                                                             | 무주군 | 무주읍 |                                                     |
| 늘목삼거리                                            | 삼방로                                                      | 무주군 | 무주읍 |                                                     |
| 용포교 잠두1교                                        |                                                             | 무주군 | 무주읍 |                                                     |
| 잠두2교                                               |                                                             | 무주군 | 무주읍 |                                                     |
|                                                       | 부남면                                                      | 무주군 |        |                                                     |
| 굴암삼거리                                            | 굴암로                                                      | 무주군 |        |                                                     |
| 가정삼거리                                            | 부남로                                                      | 무주군 |        |                                                     |
| 지삼재                                                |                                                             | 무주군 |        |                                                     |

### 충청남도
| 이름               | 접속 노선                                   | 소재지 | 소재지               | 비고                          |
| ------------------ | ------------------------------------------- | ------ | -------------------- | ----------------------------- |
| 지삼재             |                                             | 금산군 | 부리면               |                               |
| 현내삼거리         | 현내로                                      | 금산군 | 부리면               |                               |
| 양곡사거리         | 지방도 제601호선 (적벽강로)                 | 금산군 | 부리면               |                               |
| 부리파출소앞       | 현내로                                      | 금산군 | 부리면               |                               |
| 청풍서원           |                                             | 금산군 | 부리면               |                               |
| 관천리             | 창덕로                                      | 금산군 | 부리면               |                               |
| 황풍교 동단        | 창평로                                      | 금산군 | 남일면               |                               |
| 황풍교             |                                             | 금산군 | 남일면               |                               |
| 황풍교 교차로      | 봉황로                                      | 금산군 | 남일면               |                               |
| 금산효사랑요양병원 | 황풍로                                      | 금산군 | 남일면               |                               |
| 삼풍삼거리         | 삼풍로                                      | 금산군 | 금산읍               |                               |
| 엑스포 교차로      | 인삼광장로                                  | 금산군 | 금산읍               |                               |
| 신금천대교         |                                             | 금산군 | 금산읍               |                               |
| 중도오거리         | 국가지원지방도 제68호선 (인삼로) 인삼광장로 | 금산군 | 금산읍               |                               |
| 양전 교차로        | 국도 제13호선 (금산로) 무금로               | 금산군 | 금성면               |                               |
| 지사천교           |                                             | 금산군 | 금성면               |                               |
|                    | 군북면                                      | 금산군 |                      |                               |
| 의총삼거리         | 의총길                                      | 금산군 |                      |                               |
| 새말사거리         | 어필각로 일흔이재로                         | 금산군 |                      |                               |
| 양지교             |                                             | 금산군 |                      |                               |
| 인삼탑 교차로      | 어필각로                                    | 금산군 | 상행, 하행 진입 불가 |                               |
| 하신리 교차로      | 어필각로                                    | 금산군 | 금성면               |                               |
| 추정삼거리         | 추풍로                                      | 금산군 | 추부면               |                               |
| 마전 교차로        | 국도 제17호선 (숭암로)                      | 금산군 | 추부면               | 국도 제17호선과 중복          |
| 추풍천교           |                                             | 금산군 | 추부면               | 국도 제17호선과 중복          |
| 추부 나들목        | 35호선 통영대전고속도로                     | 금산군 | 추부면               | 국도 제17호선과 중복          |
| 마음 교차로        | 서대산로 추풍로                             | 금산군 | 추부면               | 국도 제17호선과 중복          |
| 요광 교차로        | 국도 제17호선 (금산로)                      | 금산군 | 추부면               | 국도 제17호선과 중복          |
| 신평 교차로        | 지방도 제601호선 (서대산로) 신평공단로      | 금산군 | 추부면               |                               |
| 신평터널           |                                             | 금산군 | 추부면               | 상행 연장 586m 하행 연장 640m |

### 충청북도(상주 이남)
| 이름                      | 접속 노선                                           | 소재지 | 소재지                                    | 비고                                            |
| ------------------------- | --------------------------------------------------- | ------ | ----------------------------------------- | ----------------------------------------------- |
| 상지터널                  |                                                     | 옥천군 | 군서면                                    | 상행 연장 469m 하행 연장 460m                   |
| 상지1교 상지2교           |                                                     | 옥천군 | 군서면                                    |                                                 |
| 상복 교차로               | 성왕로                                              | 옥천군 | 군서면                                    | 상행 진입 불가 하행 진출 불가                   |
| 상복1교 마전교            |                                                     | 옥천군 | 군서면                                    |                                                 |
| 동평사거리                | 곤룡로                                              | 옥천군 | 군서면                                    |                                                 |
| 군서1교                   |                                                     | 옥천군 | 군서면                                    |                                                 |
| 군서 교차로 (군서육교)    | 성왕로                                              | 옥천군 | 군서면                                    |                                                 |
| 군서2교 하동교 하동1교    |                                                     | 옥천군 | 군서면                                    |                                                 |
| 오동 교차로               | 오동2길                                             | 옥천군 | 군서면                                    |                                                 |
| 오동교                    |                                                     | 옥천군 | 군서면                                    |                                                 |
| 오동터널                  |                                                     | 옥천군 | 군서면                                    | 상행 연장 230m 하행 연장 211m                   |
| 월전교                    |                                                     | 옥천군 | 군서면                                    |                                                 |
| 월전 교차로               | 성왕로                                              | 옥천군 | 군서면                                    |                                                 |
| 서화교                    |                                                     | 옥천군 | 군서면                                    |                                                 |
|                           | 옥천읍                                              | 옥천군 |                                           |                                                 |
| 서정1 교차로              | 국도 제4호선 (옥천로)                               | 옥천군 | 서정2 교차로를 통해 연결                  |                                                 |
| 서정대교                  |                                                     | 옥천군 |                                           |                                                 |
| 옥각 교차로               | 옥지로                                              | 옥천군 |                                           |                                                 |
| 국원교                    |                                                     | 옥천군 | 군북면                                    |                                                 |
| 국원 교차로               | 성왕로                                              | 옥천군 | 군북면                                    |                                                 |
| 소정교                    |                                                     | 옥천군 | 군북면                                    |                                                 |
| 소정 교차로               | 성왕로                                              | 옥천군 | 군북면                                    | 상행 진출 불가 하행 진입 불가                   |
| 장계 교차로               | 성왕로                                              | 옥천군 | 안내면                                    |                                                 |
| 장계대교                  |                                                     | 옥천군 | 안내면                                    |                                                 |
| 장계2 교차로              | 성왕로                                              | 옥천군 | 안내면                                    | 상행 진출 불가 하행 진입 불가                   |
| 인포 교차로 (인포교)      | 지방도 제575호선 (안남로)                           | 옥천군 | 안내면                                    | 지방도 제575호선과 중복                         |
| 인포2 교차로              | 인포3길                                             | 옥천군 | 안내면                                    | 지방도 제575호선과 중복                         |
| 안내 교차로               | 지방도 제502호선 지방도 제575호선 (안내수한로)      | 옥천군 | 안내면                                    | 지방도 제502호선과 중복 지방도 제575호선과 중복 |
| 현리 교차로               | 지방도 제502호선 (안내보은로) 현리3길               | 옥천군 | 안내면                                    | 지방도 제502호선과 중복                         |
| 안내천교 현리교           |                                                     | 옥천군 | 안내면                                    |                                                 |
| 서대 교차로               | 현리2길                                             | 옥천군 | 안내면                                    |                                                 |
| 방하목교                  |                                                     | 옥천군 | 안내면                                    |                                                 |
| 문티 교차로               | 방하목로                                            | 옥천군 | 안내면                                    |                                                 |
| 문티교                    |                                                     | 옥천군 | 안내면                                    |                                                 |
| 문티터널                  |                                                     | 옥천군 | 안내면                                    | 상행 연장 879m 하행 연장 780m                   |
| 문티터널                  |                                                     | 보은군 | 수한면                                    | 상행 연장 879m 하행 연장 780m                   |
| 광촌교                    |                                                     | 보은군 | 수한면                                    |                                                 |
| 광촌 교차로               | 거현교암로                                          | 보은군 | 수한면                                    |                                                 |
| 묘서 교차로               | 안내보은로                                          | 보은군 | 수한면                                    |                                                 |
| 거현천1교                 |                                                     | 보은군 | 수한면                                    |                                                 |
| 삼승터널                  |                                                     | 보은군 | 수한면                                    | 상행 연장 949m 하행 연장 912m                   |
| 삼승터널                  | 삼승면                                              | 보은군 |                                           | 상행 연장 949m 하행 연장 912m                   |
| 둔덕교                    |                                                     | 보은군 |                                           |                                                 |
| 둔덕3교                   |                                                     | 보은군 |                                           |                                                 |
|                           | 보은읍                                              | 보은군 |                                           |                                                 |
| 둔덕 교차로 (보은 나들목) | 30호선 서산영덕고속도로                             | 보은군 |                                           |                                                 |
| 보은IC 교차로             | 국도 제19호선 (남부로)                              | 보은군 | 국도 제19호선과 중복                      |                                                 |
| 금굴삼거리                | 덕동고승로                                          | 보은군 | 국도 제19호선과 중복                      |                                                 |
| 금굴 교차로               | 남부로                                              | 보은군 | 국도 제19호선과 중복                      |                                                 |
| 금굴교 월송1교 월송2교    |                                                     | 보은군 | 국도 제19호선과 중복                      |                                                 |
| (월송 교차로)             | 송산길 월송어암길                                   | 보은군 | 국도 제19호선과 중복                      |                                                 |
| 성주교                    |                                                     | 보은군 | 국도 제19호선과 중복                      |                                                 |
| 보은 교차로               | 국도 제19호선 (보은미원로) 국도 제25호선 (보청대로) | 보은군 | 국도 제19호선과 중복 국도 제25호선과 중복 |                                                 |
| 누청삼거리                | 국도 제25호선 (보청대로)                            | 보은군 | 국도 제25호선과 중복                      |                                                 |
| 성족삼거리                | 종곡길                                              | 보은군 |                                           |                                                 |
| 동학터널                  |                                                     | 보은군 | 연장 204m                                 |                                                 |
| 속리터널                  |                                                     | 보은군 | 연장 1198m                                |                                                 |
| 속리터널                  | 속리산면                                            | 보은군 | 연장 1198m                                |                                                 |
| 중판삼거리                | 지방도 제505호선 (속리산로)                         | 보은군 |                                           |                                                 |
| 하판교                    | 문화마을길 하판1길                                  | 보은군 |                                           |                                                 |
| (하판)                    | 하판2길                                             | 보은군 |                                           |                                                 |
| (북암리)                  | 북암1길 북암2길                                     | 보은군 |                                           |                                                 |
| (부수동)                  | 부수동길                                            | 보은군 |                                           |                                                 |
| (백현)                    | 백현길                                              | 보은군 |                                           |                                                 |
| (백석2리)                 | 은점길                                              | 보은군 | 산외면                                    |                                                 |
| 백석2교                   |                                                     | 보은군 | 산외면                                    |                                                 |
| 백석삼거리                | 내북산외로                                          | 보은군 | 산외면                                    |                                                 |
| 백석1교 장갑교            |                                                     | 보은군 | 산외면                                    |                                                 |
| 장갑삼거리                | 지방도 제575호선 (산외로)                           | 보은군 | 산외면                                    |                                                 |
| (장갑1리)                 | 남악3길                                             | 보은군 | 산외면                                    |                                                 |
| 충북알프스자연휴양림      |                                                     | 보은군 | 산외면                                    |                                                 |
| (신정리)                  | 신정길                                              | 보은군 | 산외면                                    |                                                 |
| (대원리)                  | 대원길                                              | 보은군 | 산외면                                    |                                                 |
| 활목고개                  |                                                     | 보은군 | 산외면                                    |                                                 |

기존 구간 (2006년 이전 노선)
- 보은군 누청삼거리 - 말티삼거리 - 장재삼거리 - 장재교 - 말티재 - 갈목삼거리 - 수정초등학교 법주분교(폐교) - 상판삼거리 - 상판교 - 중판교 - 중판삼거리

### 경상북도
| 이름                  | 접속 노선                 | 소재지 | 소재지 | 비고        |
| --------------------- | ------------------------- | ------ | ------ | ----------- |
| 활목고개              |                           | 상주시 | 화북면 |             |
| (생태통로)            |                           | 상주시 | 화북면 | 연장 약 40m |
| (화평)                | 운흥2길                   | 상주시 | 화북면 |             |
| 용화삼거리            | 지방도 제997호선 (용화로) | 상주시 | 화북면 |             |
| 화북초등학교 용화분교 |                           | 상주시 | 화북면 |             |
| (벌뜰)                | 중벌1길                   | 상주시 | 화북면 |             |
| (중벌)                | 운흥3길                   | 상주시 | 화북면 |             |
| 용화교                |                           | 상주시 | 화북면 |             |

### 충청북도(상주 이북)
| 이름                                | 접속 노선                                        | 소재지 | 소재지                                                                   | 비고                                                                                 |
| ----------------------------------- | ------------------------------------------------ | ------ | ------------------------------------------------------------------------ | ------------------------------------------------------------------------------------ |
| 신월교                              | 괴산로신월3길                                    | 괴산군 | 청천면                                                                   |                                                                                      |
| 강평교                              | 괴산로새민이길                                   | 괴산군 | 청천면                                                                   |                                                                                      |
| 후평교                              |                                                  | 괴산군 | 청천면                                                                   |                                                                                      |
| 후평삼거리                          | 후평도원로                                       | 괴산군 | 청천면                                                                   |                                                                                      |
| 청천삼거리                          | 지방도 제575호선 (금관로)                        | 괴산군 | 청천면                                                                   |                                                                                      |
| 청천사거리                          | 국가지원지방도 제32호선 (괴산로) 청천2길         | 괴산군 | 청천면                                                                   | 국가지원지방도 제32호선과 중복                                                       |
| 금평삼거리                          | 국가지원지방도 제32호선 (화양로)                 | 괴산군 | 청천면                                                                   | 국가지원지방도 제32호선과 중복                                                       |
| 부흥보건지소                        |                                                  | 괴산군 | 청안면                                                                   |                                                                                      |
| 부흥사거리                          | 국도 제19호선 (괴산로) 지방도 제592호선 (질마로) | 괴산군 | 청안면                                                                   | 국도 제19호선과 중복                                                                 |
| 부흥교                              |                                                  | 괴산군 | 청안면                                                                   | 국도 제19호선과 중복                                                                 |
|                                     | 청천면                                           | 괴산군 |                                                                          | 국도 제19호선과 중복                                                                 |
| 부성교                              |                                                  | 괴산군 |                                                                          | 국도 제19호선과 중복                                                                 |
| 지경삼거리                          | 지방도 제533호선 (도경로)                        | 괴산군 | 국도 제19호선과 중복 지방도 제533호선과 중복                             |                                                                                      |
| 지경2삼거리                         | 지방도 제533호선 (장암로)                        | 괴산군 | 국도 제19호선과 중복 지방도 제533호선과 중복                             |                                                                                      |
| 지경2삼거리                         | 지방도 제533호선 (장암로)                        | 괴산군 | 국도 제19호선과 중복 지방도 제533호선과 중복                             | 문광면                                                                               |
| 문광터널                            |                                                  | 괴산군 | 국도 제19호선과 중복 연장 585m                                           |                                                                                      |
| 문광삼거리                          | 국가지원지방도 제49호선 (송문로)                 | 괴산군 | 국도 제19호선과 중복 국가지원지방도 제49호선과 중복                      |                                                                                      |
| 문광초등학교 광덕교                 |                                                  | 괴산군 | 국도 제19호선과 중복 국가지원지방도 제49호선과 중복                      |                                                                                      |
| 광덕삼거리                          | 광덕길                                           | 괴산군 | 국도 제19호선과 중복 국가지원지방도 제49호선과 중복                      |                                                                                      |
| 문광교                              |                                                  | 괴산군 | 국도 제19호선과 중복 국가지원지방도 제49호선과 중복                      |                                                                                      |
|                                     | 괴산읍                                           | 괴산군 | 국도 제19호선과 중복 국가지원지방도 제49호선과 중복                      |                                                                                      |
| 괴산중학교                          |                                                  | 괴산군 | 국도 제19호선과 중복 국가지원지방도 제49호선과 중복                      |                                                                                      |
| 대사삼거리                          | 읍내로                                           | 괴산군 | 국도 제19호선과 중복 국가지원지방도 제49호선과 중복                      |                                                                                      |
| 금산삼거리                          | 읍내로2길                                        | 괴산군 | 국도 제19호선과 중복 국가지원지방도 제49호선과 중복                      |                                                                                      |
| 괴산군민회관 괴산시외버스공용터미널 |                                                  | 괴산군 | 국도 제19호선과 중복 국가지원지방도 제49호선과 중복                      |                                                                                      |
| 시계탑사거리                        | 읍내로 읍내로11길                                | 괴산군 | 국도 제19호선과 중복 국가지원지방도 제49호선과 중복                      |                                                                                      |
| 괴산119안전센터                     |                                                  | 괴산군 | 국도 제19호선과 중복 국가지원지방도 제49호선과 중복                      |                                                                                      |
| 동진 교차로                         | 국도 제19호선 국도 제34호선 (중부로) 제월로      | 괴산군 | 국도 제19호선과 중복 국도 제34호선과 중복 국가지원지방도 제49호선과 중복 |                                                                                      |
| 동부 교차로                         | 문무로                                           | 괴산군 | 국도 제34호선과 중복 국가지원지방도 제49호선과 중복                      |                                                                                      |
| 수진육교                            |                                                  | 괴산군 | 국도 제34호선과 중복 국가지원지방도 제49호선과 중복                      |                                                                                      |
| 괴산 교차로                         | 국도 제34호선 (중부로)                           | 괴산군 | 국도 제34호선과 중복 국가지원지방도 제49호선과 중복                      |                                                                                      |
| 아성 교차로                         | 임꺽정로                                         | 괴산군 | 소수면                                                                   | 국가지원지방도 제49호선과 중복                                                       |
| 아성1 교차로                        | 상경로아성5길                                    | 괴산군 | 소수면                                                                   | 국가지원지방도 제49호선과 중복                                                       |
| 아성교                              |                                                  | 괴산군 | 소수면                                                                   | 국가지원지방도 제49호선과 중복                                                       |
| 고마 교차로                         | 원소로                                           | 괴산군 | 소수면                                                                   | 국가지원지방도 제49호선과 중복                                                       |
| 입암 교차로                         | 소수로                                           | 괴산군 | 소수면                                                                   | 국가지원지방도 제49호선과 중복 상행 진입 불가 하행 진출 불가                         |
| 입암1교 소수1교 소수2교             |                                                  | 괴산군 | 소수면                                                                   | 국가지원지방도 제49호선과 중복                                                       |
| 찬샘 교차로                         | 지방도 제508호선 (소수로) 길선2길                | 괴산군 | 소수면                                                                   | 국가지원지방도 제49호선과 중복 지방도 제508호선과 중복 상행 진출 불가 하행 진입 불가 |
| 궁굴교                              |                                                  | 괴산군 | 소수면                                                                   | 국가지원지방도 제49호선과 중복 지방도 제508호선과 중복                               |
| 길선1 교차로                        | 지방도 제508호선 (길선길)                        | 괴산군 | 소수면                                                                   | 국가지원지방도 제49호선과 중복 지방도 제508호선과 중복                               |
| 길선2 교차로                        | 길선4길                                          | 괴산군 | 소수면                                                                   | 국가지원지방도 제49호선과 중복                                                       |
| 구안1 교차로                        | 국가지원지방도 제49호선 (충도로)                 | 음성군 | 원남면                                                                   | 국가지원지방도 제49호선과 중복                                                       |
| 구안 교차로                         | 상경로80번길                                     | 음성군 | 원남면                                                                   |                                                                                      |
| 구안2 교차로                        | 상경로                                           | 음성군 | 원남면                                                                   |                                                                                      |
| 하노 교차로                         | 충청대로1226번길                                 | 음성군 | 원남면                                                                   |                                                                                      |
| 음성교                              |                                                  | 음성군 | 원남면                                                                   |                                                                                      |
| 음성 교차로 (음성IC교)              | 국도 제36호선 (충청대로)                         | 음성군 | 원남면                                                                   |                                                                                      |
| 신천 교차로                         | 지방도 제516호선 (덕생로)                        | 음성군 | 음성읍                                                                   |                                                                                      |
| 소여 교차로                         | 음성로                                           | 음성군 | 음성읍                                                                   |                                                                                      |
| 사정 교차로                         | 사정길                                           | 음성군 | 음성읍                                                                   |                                                                                      |
| 음성 나들목                         | 40호선 평택제천고속도로                          | 음성군 | 금왕읍                                                                   |                                                                                      |
| 육령교                              |                                                  | 음성군 | 금왕읍                                                                   |                                                                                      |
| 무극 교차로                         | 국가지원지방도 제82호선 (대금로)                 | 음성군 | 금왕읍                                                                   |                                                                                      |
| 정생 교차로                         | 국도 제21호선 (진성로)                           | 음성군 | 금왕읍                                                                   | 국도 제21호선과 중복                                                                 |
| 도신 교차로                         | 생삼로                                           | 음성군 | 생극면                                                                   | 국도 제21호선과 중복                                                                 |
| 병암 교차로                         | 지방도 제306호선 (일생로) 음성로                 | 음성군 | 생극면                                                                   | 국도 제21호선과 중복 지방도 제306호선과 중복                                         |
| 생극사거리                          | 오신로                                           | 음성군 | 생극면                                                                   | 국도 제21호선과 중복 지방도 제306호선과 중복                                         |
| 생극 교차로                         | 국도 제3호선 지방도 제306호선 (중원대로)         | 음성군 | 생극면                                                                   | 국도 제3, 21호선과 중복 지방도 제306호선과 중복                                      |
| 차평 교차로                         | 음성로                                           | 음성군 | 생극면                                                                   | 국도 제3, 21호선과 중복                                                              |
| 원당 교차로                         | 지방도 제520호선 (원당길)                        | 음성군 | 감곡면                                                                   | 국도 제3, 21호선과 중복                                                              |
| 청미천교                            |                                                  | 음성군 | 감곡면                                                                   | 국도 제3, 21호선과 중복                                                              |

### 경기도
| 이름                               | 접속 노선                                                              | 소재지                               | 소재지                                                        | 비고                                                        |
| ---------------------------------- | ---------------------------------------------------------------------- | ------------------------------------ | ------------------------------------------------------------- | ----------------------------------------------------------- |
| 청미천교                           |                                                                        | 이천시                               | 장호원읍                                                      | 국도 제3, 21호선과 중복                                     |
| 진암 나들목                        | 국도 제3호선 (중원대로) 국도 제38호선 (서동대로)                       | 이천시                               | 장호원읍                                                      | 국도 제3호선과 중복 국도 제21호선 종점 국도 제38호선과 중복 |
| 장호원읍 행정복지센터 부원고등학교 |                                                                        | 이천시                               | 장호원읍                                                      | 국도 제38호선과 중복                                        |
| 진암 교차로                        | 국도 제38호선 (서동대로) 경충대로                                      | 이천시                               | 장호원읍                                                      | 국도 제38호선과 중복                                        |
| 장호원초등학교                     |                                                                        | 이천시                               | 장호원읍                                                      |                                                             |
| 장호원삼거리                       | 샘재로                                                                 | 이천시                               | 장호원읍                                                      |                                                             |
| 장호원교 서단                      | 장감로 장터로83번길                                                    | 이천시                               | 장호원읍                                                      |                                                             |
| 노탑정삼거리                       | 장감로77번길                                                           | 이천시                               | 장호원읍                                                      |                                                             |
| 풍계교                             |                                                                        | 이천시                               | 장호원읍                                                      |                                                             |
| 원부사거리                         | 송삼로 원부로                                                          | 여주시                               | 점동면                                                        |                                                             |
| 정대년신도비 덕평교                |                                                                        | 여주시                               | 점동면                                                        |                                                             |
| 덕평삼거리                         | 성주로                                                                 | 여주시                               | 점동면                                                        |                                                             |
| 덕평1교                            |                                                                        | 여주시                               | 점동면                                                        |                                                             |
| 덕평삼거리                         | 덕실길                                                                 | 여주시                               | 점동면                                                        |                                                             |
| 부구 교차로 (점동교)               | 청안로                                                                 | 여주시                               | 점동면                                                        | 상행 진입 불가 하행 진출 불가                               |
| 청안 교차로 (청안2교)              | 국가지원지방도 제84호선 (점동로)                                       | 여주시                               | 점동면                                                        |                                                             |
| 청안1교                            |                                                                        | 여주시                               | 점동면                                                        |                                                             |
| 선돌 교차로                        | 청안로                                                                 | 여주시                               | 점동면                                                        | 상행 진출 불가 하행 진입 불가                               |
| 처리 교차로                        | 지방도 제345호선 (선사길)                                              | 여주시                               | 점동면                                                        |                                                             |
| 논저 교차로                        | 삼교2길 삼교3길                                                        | 여주시                               | 여흥동                                                        |                                                             |
| 삼교2교 삼교1교                    |                                                                        | 여주시                               | 여흥동                                                        |                                                             |
| 우미기 교차로                      | 던드레길 삼교1길                                                       | 여주시                               | 여흥동                                                        |                                                             |
| 점곡 교차로                        | 점곡길                                                                 | 여주시                               | 여흥동                                                        |                                                             |
| 여주 나들목 (여주IC삼거리)         | 50호선 영동고속도로                                                    | 여주시                               | 여흥동                                                        |                                                             |
| 점봉 교차로                        | 명성로 명품로                                                          | 여주시                               | 여흥동                                                        |                                                             |
| 점봉초등학교                       |                                                                        | 여주시                               | 여흥동                                                        |                                                             |
| 여주대학교                         |                                                                        | 여주시                               | 중앙동                                                        |                                                             |
| 세종초등학교 교차로                | 세종로214번길                                                          | 여주시                               | 중앙동                                                        |                                                             |
| 교동 교차로                        | 국도 제42호선 (여원로)                                                 | 여주시                               | 중앙동                                                        | 국도 제42호선과 중복                                        |
| 월송 교차로                        | 지방도 제333호선 (우암로)                                              | 여주시                               | 중앙동                                                        | 국도 제42호선과 중복                                        |
| 영릉 교차로                        | 국도 제42호선 (중부대로)                                               | 여주시                               | 능서면                                                        | 국도 제42호선과 중복                                        |
| 세종대교                           |                                                                        | 여주시                               | 중앙동                                                        |                                                             |
| 세종대교                           | 오학동                                                                 | 여주시                               |                                                               |                                                             |
| 현암 교차로                        | 강변북로                                                               | 여주시                               |                                                               |                                                             |
| 가산 교차로                        | 여양로 가산1길 현남길                                                  | 여주시                               | 대신면                                                        |                                                             |
| 후포교 초현교                      |                                                                        | 여주시                               | 대신면                                                        |                                                             |
| 보통 교차로                        | 국가지원지방도 제88호선 (여양로) 보통1길                               | 여주시                               | 대신면                                                        | 국가지원지방도 제88호선과 중복                              |
| 대신 나들목                        | 52호선 광주원주고속도로                                                | 여주시                               | 대신면                                                        | 국가지원지방도 제88호선과 중복                              |
| 천서사거리                         | 국가지원지방도 제70호선 국가지원지방도 제88호선 (이여로) (여양1로)     | 여주시                               | 대신면                                                        | 국가지원지방도 제88호선과 중복                              |
| 이포보                             |                                                                        | 여주시                               | 대신면                                                        |                                                             |
| 개군중학교                         | 추읍로                                                                 | 양평군                               | 개군면                                                        |                                                             |
| 공세 교차로                        | 개군산로 신내길 신내길51번길                                           | 양평군                               | 개군면                                                        |                                                             |
| 흑천교                             |                                                                        | 양평군                               | 개군면                                                        |                                                             |
|                                    | 양평읍                                                                 | 양평군                               |                                                               |                                                             |
| (이름 없음)                        | 양근로 샘뜰길                                                          | 양평군                               |                                                               |                                                             |
| 회현 교차로                        | 양근로                                                                 | 양평군                               |                                                               |                                                             |
| 도곡교 도곡천교                    |                                                                        | 양평군                               |                                                               |                                                             |
| 백안 교차로                        | 중앙로                                                                 | 양평군                               |                                                               |                                                             |
| 양근천교 백안교                    |                                                                        | 양평군                               |                                                               |                                                             |
| 양평 교차로                        | 국도 제6호선 국도 제44호선 (경강로)                                    | 양평군                               | 국도 제6, 44호선과 중복                                       |                                                             |
| 상평 교차로                        | 국도 제6호선 국도 제44호선 (경강로) 국가지원지방도 제98호선 (마유산로) | 양평군                               | 국도 제6, 44호선과 중복 국가지원지방도 제98호선과 중복        |                                                             |
| 신애삼거리                         | 애곡길                                                                 | 양평군                               | 국가지원지방도 제98호선과 중복                                |                                                             |
| 백현사거리                         | 고읍로 용천로                                                          | 양평군                               | 국가지원지방도 제98호선과 중복                                | 옥천면                                                      |
| 동촌삼거리                         | 신복길                                                                 | 양평군                               | 국가지원지방도 제98호선과 중복                                | 옥천면                                                      |
| 복동삼거리                         | 신촌길                                                                 | 양평군                               | 국가지원지방도 제98호선과 중복                                | 옥천면                                                      |
| 중미산삼거리                       | 지방도 제352호선 (중미산로) 국가지원지방도 제98호선                    | 양평군                               | 국가지원지방도 제98호선과 중복                                | 옥천면                                                      |
| 선어치                             |                                                                        | 양평군                               |                                                               | 옥천면                                                      |
|                                    | 가평군                                                                 | 설악면                               |                                                               |                                                             |
| 유명산삼거리                       | 가평군                                                                 | 설악면                               | 유명산길                                                      |                                                             |
| 아난티클럽서울                     | 가평군                                                                 | 설악면                               |                                                               |                                                             |
| 한우재고개                         | 가평군                                                                 | 설악면                               |                                                               |                                                             |
| 엄소삼거리                         | 가평군                                                                 | 설악면                               | 묵안로                                                        |                                                             |
| 명장삼거리                         | 가평군                                                                 | 설악면                               | 명장길                                                        |                                                             |
| 설악 나들목 (설악IC 교차로)        | 가평군                                                                 | 설악면                               | 60호선 서울양양고속도로 신천중앙로                            |                                                             |
| 신천 교차로                        | 가평군                                                                 | 설악면                               | 국도 제75호선 (신선봉로) 국가지원지방도 제86호선 (신천중앙로) | 국가지원지방도 제86호선과 중복                              |
| 솔고개                             | 가평군                                                                 | 설악면                               | 국가지원지방도 제86호선 (다락재로)                            | 국가지원지방도 제86호선과 중복                              |
| 청평댐                             | 가평군                                                                 | 설악면                               |                                                               |                                                             |
| 신청평대교삼거리                   | 가평군                                                                 | 설악면                               | 지방도 제391호선 (북한강로)                                   | 지방도 제391호선과 중복                                     |
| 신청평대교                         | 가평군                                                                 | 설악면                               |                                                               | 지방도 제391호선과 중복                                     |
|                                    | 가평군                                                                 | 청평면                               |                                                               | 지방도 제391호선과 중복                                     |
| 신청평대교앞 교차로                | 가평군                                                                 | 국도 제45호선 국도 제46호선 (경춘로) | 국도 제45, 46호선과 중복 지방도 제391호선과 중복              |                                                             |
| 소돌마을앞 신청평1교               | 가평군                                                                 |                                      | 국도 제45, 46호선과 중복 지방도 제391호선과 중복              |                                                             |
| 청평댐입구삼거리                   | 가평군                                                                 | 지방도 제391호선 (호반로)            | 국도 제45, 46호선과 중복 지방도 제391호선과 중복              |                                                             |
| 청평대교앞 교차로                  | 가평군                                                                 |                                      | 국도 제46호선과 중복                                          |                                                             |
| 청평아랫사거리 (청평3거리)         | 가평군                                                                 | 구청평로 청평중앙로                  | 국도 제46호선과 중복                                          |                                                             |
| 청평윗삼거리                       | 가평군                                                                 | 청평중앙로                           | 국도 제46호선과 중복                                          |                                                             |
| 조종교 (청평검문소앞)              | 가평군                                                                 | 청군로                               | 국도 제46호선과 중복                                          |                                                             |
| 하천 나들목                        | 가평군                                                                 | 국도 제46호선 (경춘로)               | 국도 제46호선과 중복                                          |                                                             |
| 청평1터널                          | 가평군                                                                 |                                      | 연장 약 280m                                                  |                                                             |
| 청평2터널                          | 가평군                                                                 |                                      | 상행 연장 약 495m 하행 연장 약 455m                           |                                                             |
| 청평2터널                          | 가평군                                                                 | 상면                                 | 상행 연장 약 495m 하행 연장 약 455m                           |                                                             |
| 다원 교차로                        | 가평군                                                                 | 청군로                               |                                                               |                                                             |
| 덕현 교차로                        | 가평군                                                                 | 녹수계곡로                           |                                                               |                                                             |
| 상면 교차로                        | 가평군                                                                 | 청군로                               |                                                               |                                                             |
| 상면터널                           | 가평군                                                                 |                                      | 상행 연장 약 270m 하행 연장 약 230m                           |                                                             |
| 항사 교차로                        | 가평군                                                                 | 청군로                               |                                                               |                                                             |
| 연하 교차로                        | 가평군                                                                 | 지방도 제387호선 (비룡로)            |                                                               |                                                             |
| 비득교                             | 가평군                                                                 |                                      |                                                               |                                                             |
|                                    | 가평군                                                                 | 조종면                               |                                                               |                                                             |
| 태봉 교차로                        | 가평군                                                                 | 청군로                               |                                                               |                                                             |
| 율길 교차로                        | 가평군                                                                 | 청군로                               | 상면                                                          |                                                             |
| 서파 교차로                        | 국도 제47호선 (금강로) 국가지원지방도 제56호선 (청군로)                | 포천시                               | 내촌면                                                        | 국도 제47호선과 중복 국가지원지방도 제56호선과 중복         |
| 봉수 교차로                        | 봉수로                                                                 | 가평군                               | 상면                                                          | 국도 제47호선과 중복 국가지원지방도 제56호선과 중복         |
| 운악 교차로                        | 화동로                                                                 | 포천시                               | 화현면                                                        | 국도 제47호선과 중복 국가지원지방도 제56호선과 중복         |
| 화현교                             |                                                                        | 포천시                               | 화현면                                                        | 국도 제47호선과 중복 국가지원지방도 제56호선과 중복         |
| 화현 교차로                        | 화동로                                                                 | 포천시                               | 화현면                                                        | 국도 제47호선과 중복 국가지원지방도 제56호선과 중복         |
| 선촌 교차로                        |                                                                        | 포천시                               | 화현면                                                        | 국도 제47호선과 중복 국가지원지방도 제56호선과 중복         |
| 일동 교차로                        | 국도 제47호선 국가지원지방도 제56호선 (금강로) 신영일로                | 포천시                               | 화현면                                                        | 국도 제47호선과 중복 국가지원지방도 제56호선과 중복         |
| 길명사거리                         | 영일로                                                                 | 포천시                               | 화현면                                                        |                                                             |
| 일동터널                           |                                                                        | 포천시                               | 화현면                                                        | 연장 1467m                                                  |
| 일동터널                           | 영중면                                                                 | 포천시                               |                                                               | 연장 1467m                                                  |
| 금주삼거리                         | 영일로                                                                 | 포천시                               |                                                               |                                                             |
| 만세삼거리                         | 국도 제43호선 (호국로)                                                 | 포천시                               | 국도 제43호선과 중복                                          |                                                             |
| 거사1리입구                        |                                                                        | 포천시                               | 국도 제43호선과 중복                                          |                                                             |
| 양문 교차로                        | 국도 제43호선 (호국로)                                                 | 포천시                               | 국도 제43호선과 중복                                          |                                                             |
| 양문IC교 거사1교                   |                                                                        | 포천시                               |                                                               |                                                             |
| 거사 교차로 (거사2교)              | 은잿말길                                                               | 포천시                               |                                                               |                                                             |
| 영평천교                           |                                                                        | 포천시                               |                                                               |                                                             |
| 영송 교차로                        | 지방도 제372호선 (전영로)                                              | 포천시                               |                                                               |                                                             |
| 신영평교                           |                                                                        | 포천시                               |                                                               |                                                             |
| 영평 교차로                        | 전영로1369번길                                                         | 포천시                               |                                                               |                                                             |
| 오규교 오가천교                    |                                                                        | 포천시                               | 창수면                                                        |                                                             |
| 신오가 교차로                      | 국도 제87호선 (창동로)                                                 | 포천시                               | 창수면                                                        | 국도 제87호선과 중복 오가삼거리와 연결                      |
| 오가IC교 창옥교 옥병교             |                                                                        | 포천시                               | 창수면                                                        | 국도 제87호선과 중복                                        |
| 옥병 교차로                        | 지방도 제372호선 (전영로)                                              | 포천시                               | 창수면                                                        | 국도 제87호선과 중복 지방도 제372호선과 중복                |
| 진군교사거리                       | 국도 제87호선 (포천로) 지방도 제372호선 (청창로)                       | 포천시                               | 창수면                                                        | 국도 제87호선과 중복 지방도 제372호선과 중복                |
| 신진군교                           |                                                                        | 포천시                               | 창수면                                                        |                                                             |
| 신백의교                           |                                                                        | 포천시                               | 창수면                                                        |                                                             |
|                                    | 연천군                                                                 | 청산면                               |                                                               |                                                             |
| 우암교                             | 연천군                                                                 | 청산면                               |                                                               |                                                             |
| 백의 교차로 (박석고개지하차도)     | 연천군                                                                 | 청산면                               | 지방도 제372호선 (청창로) 전영로                              | 구 박석고개사거리                                           |
| 백의1교 백의2교                    | 연천군                                                                 | 청산면                               |                                                               |                                                             |
| 청산 교차로                        | 연천군                                                                 | 청산면                               | 궁평천길                                                      | 궁평천삼거리와 연결                                         |
| 청산교                             | 연천군                                                                 | 청산면                               |                                                               |                                                             |
| 신궁평 교차로                      | 연천군                                                                 | 청산면                               | 전영로                                                        | 상행 진출 불가 하행 진입 불가                               |
| 장탄 교차로                        | 연천군                                                                 | 청산면                               | 전영로                                                        | 상행 진입 불가 하행 진출 불가                               |
| 전곡대교                           | 연천군                                                                 | 청산면                               |                                                               |                                                             |
|                                    | 연천군                                                                 | 전곡읍                               |                                                               |                                                             |
| 은대 교차로 (은대IC교)             | 연천군                                                                 | 국도 제3호선 (평화로)                |                                                               |                                                             |
| 은대과선교 가사평교                | 연천군                                                                 |                                      |                                                               |                                                             |
| 용바위교                           | 연천군                                                                 |                                      |                                                               |                                                             |
|                                    | 연천군                                                                 | 군남면                               |                                                               |                                                             |
| 황지교 구석동교                    | 연천군                                                                 |                                      |                                                               |                                                             |
| 황지 교차로                        | 연천군                                                                 | 지방도 제372호선 (청정로)            |                                                               |                                                             |
| 화진교                             | 연천군                                                                 |                                      |                                                               |                                                             |
| 남계 교차로 (남계IC교)             | 연천군                                                                 | 남계로                               |                                                               |                                                             |
| 동이대교                           | 연천군                                                                 |                                      |                                                               |                                                             |
|                                    | 연천군                                                                 | 미산면                               |                                                               |                                                             |
| 동이 교차로 (동이교)               | 연천군                                                                 | 마동로196번길                        |                                                               |                                                             |
| 마포교                             | 연천군                                                                 |                                      |                                                               |                                                             |
| 전곡읍                             | 연천군                                                                 |                                      |                                                               |                                                             |
| 어유터널                           | 연천군                                                                 |                                      | 연장 300m                                                     |                                                             |
| 어유터널                           |                                                                        | 파주시                               | 연장 300m                                                     | 적성면                                                      |
| 어유 교차로 (어유1교)              | 지방도 제375호선 (어삼로)                                              | 파주시                               |                                                               | 적성면                                                      |
| 어유2교 장현1교                    |                                                                        | 파주시                               |                                                               | 적성면                                                      |
| 장현 교차로 (장현2교)              | 율곡로 장뜰길                                                          | 파주시                               | 상행 진입 불가 하행 진출 불가                                 | 적성면                                                      |
| 객현1교                            |                                                                        | 파주시                               |                                                               | 적성면                                                      |
| 객현 교차로                        | 율곡로                                                                 | 파주시                               | 상행 진입 불가 하행 진출 불가                                 | 적성면                                                      |
| 객현2교                            |                                                                        | 파주시                               |                                                               | 적성면                                                      |
| 구읍 교차로                        | 구읍로 율곡로                                                          | 파주시                               |                                                               | 적성면                                                      |
| 구읍교                             |                                                                        | 파주시                               |                                                               | 적성면                                                      |
| 가월 교차로 (적성IC교)             | 지방도 제371호선 (감악산로)                                            | 파주시                               |                                                               | 적성면                                                      |
| 주월 교차로 (주월교)               | 달빛길                                                                 | 파주시                               | 상행 진출 불가 하행 진입 불가                                 | 적성면                                                      |
| 가월1교                            |                                                                        | 파주시                               |                                                               | 적성면                                                      |
| 가월3교                            |                                                                        | 파주시                               |                                                               | 적성면                                                      |
| 적성산단 교차로                    | 적성산단로                                                             | 파주시                               |                                                               | 적성면                                                      |
| 설마천교                           |                                                                        | 파주시                               |                                                               | 적성면                                                      |
| 두지 교차로                        | 국가지원지방도 제78호선 지방도 제367호선 (술이홀로) 솔뒤로             | 파주시                               |                                                               | 적성면                                                      |
| 자장사거리                         | 국사로                                                                 | 파주시                               |                                                               | 적성면                                                      |
| 답곡 교차로 (답곡교)               | 듸링거리길                                                             | 파주시                               |                                                               | 적성면                                                      |
| 답곡천교                           |                                                                        | 파주시                               |                                                               | 적성면                                                      |
| 장파사거리                         | 자장로 장마루로                                                        | 파주시                               | 파평면                                                        |                                                             |
| 리비사거리                         | 진동로                                                                 | 파주시                               | 파평면                                                        |                                                             |
| 아포삼거리                         | 장마루로                                                               | 파주시                               | 파평면                                                        | 금파삼거리로 연결                                           |
| 눌로천교                           |                                                                        | 파주시                               | 파평면                                                        |                                                             |
| 두포삼거리                         | 청송로                                                                 | 파주시                               | 파평면                                                        |                                                             |
| 두포 교차로 (두포1교)              | 파평산로                                                               | 파주시                               | 파평면                                                        |                                                             |
| 두포교                             |                                                                        | 파주시                               | 파평면                                                        |                                                             |
| 율곡 교차로                        | 장승배기로                                                             | 파주시                               | 파평면                                                        |                                                             |
| (이름 없음)                        |                                                                        | 파주시                               | 파평면                                                        |                                                             |
| 율곡3교 율곡2교                    |                                                                        | 파주시                               | 파평면                                                        |                                                             |
| 율곡1교                            | 국가지원지방도 제78호선 (화석정로)                                     | 파주시                               | 파평면                                                        | 상행 진출입 불가                                            |
| (이름 없음)                        | 국가지원지방도 제78호선 (화석정로)                                     | 파주시                               | 문산읍                                                        |                                                             |
| 임진2교 임진1교                    |                                                                        | 파주시                               | 문산읍                                                        |                                                             |
| 여우고개사거리 (통일고가교)        | 국도 제1호선 (통일로)                                                  | 파주시                               | 문산읍                                                        |                                                             |
| 당동1교                            | 당동2로                                                                | 파주시                               | 문산읍                                                        |                                                             |
| 당동삼거리                         | 당동1로                                                                | 파주시                               | 문산읍                                                        |                                                             |
| 사목삼거리                         | 반구정로                                                               | 파주시                               | 문산읍                                                        |                                                             |
| 당동 나들목                        | 국도 제77호선 (자유로)                                                 | 파주시                               | 문산읍                                                        |                                                             |

## 도로명
경상남도
- 거창군 마리면 마리삼거리 ~ 고제면 빼재터널 : 빼재로

전북특별자치도
- 무주군 무풍면 빼재터널 ~ 설천면 라제통문삼거리 : 구천동로
- 무주군 설천면 라제통문삼거리 ~ 무주읍 무주2 교차로 : 무설로
- 무주군 무주읍 무주2 교차로 ~ 가옥 교차로 : 무주로
- 무주군 무주읍 가옥 교차로 ~ 가당리 : 무금로

충청남도
- 금산군 부리면 현내리 ~ 군북면 양전삼거리 : 무금로
- 금산군 군북면 양전삼거리 ~ 추부면 요광 교차로 : 금산로
- 금산군 추부면 요광 교차로 ~ 신평 교차로 : 서대산로
- 금산군 추부면 신평 교차로 ~ 신평터널 : 대청로

충청북도
- 옥천군 군서면 신평터널 ~ 안내면 문티터널 : 대청로
- 보은군 수한면 문티터널 ~ 보은읍 보은IC 교차로 : 옥천 ~ 보은간 도로
- 옥천군 보은읍 보은IC 교차로 ~ 금굴 교차로 : 남부로
- 옥천군 보은읍 금굴 교차로 ~ 보은 교차로 : 보은미원로
- 옥천군 보은읍 보은 교차로 ~ 누청삼거리 : 보청대로
- 보은군 보은읍 누청삼거리 ~ 속리산면 중판삼거리 : 동학로
- 보은군 속리산면 중판삼거리 ~ 산외면 대원리 : 속리산로
- 괴산군 청천면 사담리 ~ 청천사거리 : 괴산로
- 괴산군 청천면 청천사거리 ~ 금평삼거리 : 화양로
- 괴산군 청천면 금평삼거리 ~ 청안면 부흥사거리 : 금평로
- 괴산군 청안면 부흥사거리 ~ 괴산읍 대사삼거리 : 괴산로
- 괴산군 괴산읍 대사삼거리 ~ 시계탑사거리 : 읍내로
- 괴산군 괴산읍 시계탑사거리 ~ 동진 교차로 : 괴강로
- 괴산군 괴산읍 동진 교차로 ~ 괴산 교차로 : 중부로
- 괴산군 괴산읍 괴산 교차로 ~ 음성군 원남면 구안1 교차로 : 상경로
- 음성군 원남면 구안1 교차로 ~ 음성교 : 상경북로
- 음성군 원남면 음성교 ~ 생극면 생극 교차로 : 생음대로
- 음성군 생극면 생극 교차로 ~ 감곡면 청미천교 : 중원대로

경상북도
- 상주시 화북면 운흥리 ~ 용화교 : 속리산로

경기도
- 이천시 장호원읍 청미천교 ~ 진암 나들목 : 중원대로
- 이천시 장호원읍 진암 나들목 ~ 진암 교차로 : 서동대로
- 이천시 장호원읍 진암 교차로 ~ 장호원교 서단 : 장감로
- 이천시 장호원읍 장호원교 서단 ~ 여주시 여흥동 여주 나들목 : 장여로
- 여주시 여흥동 여주 나들목 ~ 교리 교차로 : 세종로
- 여주시 여흥동 교리 교차로 ~ 중앙동 월송 교차로 : 여원로
- 여주시 중앙동 월송 교차로 ~ 대신면 보통 교차로 : 여주북로
- 여주시 대신면 보통 교차로 ~ 양평군 개군면 상자포리 : 여양로
- 양평군 개군면 상자포리 ~ 흑천교 : 개군로
- 양평군 양평읍 흑천교 ~ 양평 교차로 : 양평로
- 양평군 양평읍 양평 교차로 ~ 상평 교차로 : 경강로
- 양평군 양평읍 상평 교차로 ~ 옥천면 중마산삼거리 : 마유산로
- 양평군 옥천면 중마산삼거리 ~ 가평군 청평면 신청평대교앞 교차로 : 유명로
- 가평군 청평면 신청평대교앞 교차로 ~ 하천 나들목 : 경춘로
- 가평군 청평면 하천 나들목 ~ 상면 서파검문소 : 조종로
- 포천시 내촌면 서파검문소 ~ 서파 교차로 : 청군로
- 포천시 내촌면 서파 교차로 ~ 일동면 일동 교차로 : 금강로
- 포천시 일동면 일동 교차로 ~ 영중면 만세삼거리 : 신영일로
- 포천시 영중면 만세삼거리 ~ 양문 교차로 : 호국로
- 포천시 영중면 양문 교차로 ~ 파주시 적성면 구읍 교차로 : 동서로
- 파주시 적성면 구읍 교차로 ~ 문산읍 당동 나들목 : 율곡로

## 자동차 전용도로 구간
아래 구간은 국토교통부에서 지정한 자동차 전용도로 구간이므로 보행자, 자전거 등은 통행할 수 없다. 이륜자동차 (모터사이클 혹은 오토바이)는 긴급자동차 (싸이카 및 소방용 모터사이클 등)에 한해 통행이 가능하며, 그 밖의 이륜자동차와 경운기, 우마차, 트랙터, 손수레 등은 통행할 수 없다.
| 도로명   | 시점                                     | 종점                                     | 총연장 (km) | 차로수 | 지정일          |
| -------- | ---------------------------------------- | ---------------------------------------- | ----------- | ------ | --------------- |
| 여주북로 | 경기도 여주시 능서면 왕대리(영릉 교차로) | 경기도 여주시 대신면 가산리(가산 교차로) | 6.4         | 4      | 2002년 1월 8일  |
| 여주북로 | 경기도 여주시 대신면 가산리(가산 교차로) | 경기도 여주시 대신면 보통리(보통 교차로) | 4.9         | 4      | 1997년 6월 13일 |

## 같이 보기
- 국가지원지방도 제37호선